# Nelia calvertii
Nelia calvertii är en fjärilsart som beskrevs av Henry John Elwes 1903. Nelia calvertii ingår i släktet Nelia och familjen praktfjärilar. Inga underarter finns listade i Catalogue of Life.